# Atlanta Gladiators
Atlanta Gladiators je profesionální americký klub ledního hokeje, který sídlí v Duluthu (nedaleko Atlanty) ve státě Georgie. Do ECHL vstoupil v ročníku 2003/04 a hraje v Jižní divizi v rámci Východní konference. Své domácí zápasy odehrává v hale Infinite Energy Arena s kapacitou 11 355 diváků. Klubové barvy jsou bordó, černá, zlatá a bílá. Jedná se o farmu klubů Boston Bruins (NHL) a Providence Bruins (AHL).
Založen byl v roce 2003 po přestěhování týmu Mobile Mysticks do Duluthu.

## Historické názvy
Zdroj:
- 2003 – Gwinnett Gladiators
- 2015 – Atlanta Gladiators

## Přehled ligové účasti
Zdroj:
- 2003–2004: East Coast Hockey League (Centrální divize)
- 2004–2014: East Coast Hockey League (Jižní divize)
- 2014–2015: East Coast Hockey League (Východní divize)
- 2015– : East Coast Hockey League (Jižní divize)